# Нелсон (Висконсин)
Нелсон (енгл. Nelson) град је у америчкој савезној држави Висконсин.

## Демографија
По попису из 2010. године број становника је 374, што је 21 (-5,3%) становника мање него 2000. године.
| Група             | 2000.       | 2010.       |
| Белци             | 391 (99,0%) | 364 (97,3%) |
| Афроамериканци    | 0 (0,0%)    | 0 (0,0%)    |
| Азијати           | 2 (0,5%)    | 0 (0,0%)    |
| Хиспаноамериканци | 1 (0,3%)    | 5 (1,3%)    |
| Укупно            | 395         | 374         |